# 9. Königlich Bayerische Landwehr-Infanterie-Brigade
Die 9. Landwehr-Infanterie-Brigade war ein Großverband der Bayerischen Armee.

## Geschichte
Die Brigade wurde am 2. August 1914 mit Ausbruch des Ersten Weltkriegs als 9. gemischte Landwehr-Brigade aufgestellt und im Etappenbereich der 6. Armee zum Stellungsbau an der Deutschen Nied ostwärts Metz im Abschnitt Tennschen-Heinkingen verwendet. Im Januar 1916 wurde sie der 1. Landwehr-Division unterstellt. Mit der Aufstellung der 2. Landwehr-Division im Januar 1917 war sie dieser Division unterstellt. Sie war während des Ersten Weltkriegs an der Westfront eingesetzt.

## Gliederung

### Kriegsgliederung am 2. August 1914
- Landwehr-Infanterie-Regiment 6
- Landwehr-Infanterie-Regiment 7

### Kriegsgliederung im Januar 1917
- Landwehr-Infanterie-Regiment 2
- Landwehr-Infanterie-Regiment 5
- Landwehr-Infanterie-Regiment 10

## Kommandeure
| Dienstgrad            | Name                   | Datum                               |
| --------------------- | ---------------------- | ----------------------------------- |
| Generalleutnant z. D. | Bernhard Kießling      | 02. August 1914 bis 17. August 1918 |
| Generalmajor          | Wilhelm von Poschinger | 18. August bis 24. September 1918   |
| Oberst                | Oskar Maser            | 25. September 1918 bis Kriegsende   |